# I Like It When You Sleep, for You Are So Beautiful Yet So Unaware of It
| Recensione    | Giudizio |
| ------------- | -------- |
| AllMusic      |          |
| The Guardian  |          |
| Rolling Stone |          |

I Like It When You Sleep, for You Are So Beautiful Yet So Unaware of It è il secondo album in studio del gruppo rock britannico The 1975, pubblicato il 26 febbraio 2016.

## Antefatti
Dopo l'uscita del primo album della band, The 1975, nel 2013, i membri hanno speso gran parte del 2015 per la registrazione del suo seguito.
Il 1º giugno, il gruppo ha cancellato tutti gli account sui social media, creando speculazioni di massa sia da parte dei fan sia, allo stesso modo, dei media. Il giorno seguente essi sono ricomparsi, ed Healy è tornato a twittare, pubblicando una striscia a fumetti criptica e simbolica, contenente il messaggio che indicava un periodo di pausa. Successivamente, un'immagine su Instagram intitolata "The 1975-2" ha anticipato l'album.
All'inizio di ottobre dello stesso anno, un altro tweet del frontman è stato verificato essere il titolo del nuovo album, con l'uscita del primo singolo Love Me, definito come "molto funky".

## Promozione

### Singoli
L'8 ottobre, i 1975 hanno messo in commercio Love Me come singolo dall'album subito dopo il suo annuncio, su BBC Radio 1. Il 10 dicembre, è stata trasmessa per la prima volta Ugh!, il secondo singolo, sulla radio di Apple Music, Beats 1. Il terzo singolo, The Sound, ha debuttato il 14 gennaio 2016. Somebody Else è il quarto singolo dall'album, ed ha debuttato su Beats 1 con Zane Lowe il 15 febbraio 2016. Il singolo successivo, A Change of Heart è stato trasmesso da Annie Mac, su BBC Radio 1, il 22 febbraio.

### Tour
Il tour per l'album è iniziato il 9 novembre 2015 a Liverpool. La band si è esibita nel Regno Unito a novembre e negli Stati Uniti a dicembre. A gennaio 2016 hanno suonato in Asia e Oceania, mentre tra marzo e aprile vi sono state numerose date europee, delle quali due in Italia, per poi ritornare negli Stati Uniti fino a maggio. Il gruppo ha partecipato a nove festival durante l'estate, tra cui il Firefly Music Festival a giugno ed il Festival di Reading e Leeds ad agosto.

## Pubblicazione
L'album è stato pubblicato il 26 febbraio 2016. L'edizione statunitense di Target include due tracce bonus: un demo di A Change of Heart e una nuova canzone intitolata How to Draw. Quest'ultima è stata poi rilasciata, come brano in due parti, nel disco successivo, col titolo How to Draw/Petrichor.

## Tracce
1. The 1975 – 1:23
2. Love Me – 3:42
3. Ugh! – 3:00
4. A Change of Heart – 4:43
5. She's American – 4:30
6. If I Believe You – 6:20
7. Please Be Naked – 4:25
8. Lostmyhead – 5:19
9. The Ballad of Me and My Brain – 2:51
10. Somebody Else – 5:47
11. Loving Someone – 4:20
12. I Like It When You Sleep, for You Are So Beautiful Yet So Unaware of It – 6:26
13. The Sound – 4:08
14. This Must Be My Dream – 4:12
15. Paris – 4:53
16. Nana – 3:58
17. She Lays Down – 3:58

Target edition
1. A Change of Heart (demo) – 4:44
2. How to Draw – 3:59

## Classifiche
| Classifica (2021) | Posizione massima |
| ----------------- | ----------------- |
| Grecia            | 26                |